# Gra niekooperacyjna w postaci ekstensywnej

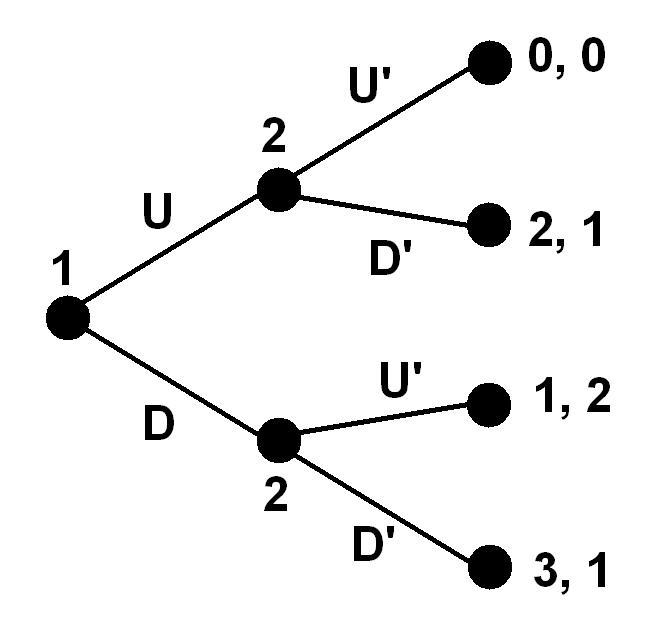
Schemat prostej gry niekooperacyjnej w postaci ekstensywnej

Gra niekooperacyjna w postaci ekstensywnej (inaczej gra sekwencyjna lub gra pozycyjna) – model matematyczny w teorii gier pozwalający analizować podejmowanie decyzji w sytuacji konfliktu pomiędzy wieloma graczami. Formalnie, grę niekooperacyjną w postaci strategicznej przedstawia się przy pomocy drzewa uporządkowanego.
Każda gra niekooperacyjna w postaci ekstensywnej może być również w odpowiedni sposób przekształcona do postaci strategicznej.
Gry niekooperacyjne w postaci ekstensywnej, dla których wszystkie zbiory informacyjne są zbiorami jednoelementowymi, określa się jako gry z doskonałą informacją.